# Rybno (gmina, Varmie-Mazurie)
Pour les articles homonymes, voir Rybno.
Rybno est une gmina rurale du powiat de Działdowo, Varmie-Mazurie, dans le nord de la Pologne. Son siège est le village de Rybno, qui se situe environ 24 km au nord-ouest de Działdowo et 59 km au sud-ouest de la capitale régionale Olsztyn.
La gmina couvre une superficie de 147,46 km2 pour une population de 7 258 habitants.

## Géographie
La gmina inclut les villages de Dębień, Grabacz, Grądy, Gralewo Stacja, Gronowo, Groszki, Hartowiec, Jeglia, Kopaniarze, Kostkowo, Koszelewki, Koszelewy, Lesiak, Naguszewo, Nowa Wieś, Prusy, Rapaty, Rumian, Rybno, Szczupliny, Truszczyny, Tuczki, Wery et Żabiny.
La gmina borde les gminy de Dąbrówno, Działdowo, Grodziczno, Lidzbark, Lubawa et Płośnica.